# Phlegra sierrana
Phlegra sierrana là một loài nhện trong họ Salticidae.
Loài này thuộc chi Phlegra. Phlegra sierrana được Eugène Simon miêu tả năm 1868.